# Shimva
Shimva（しんば、旧：新葉 なな、1986年7月8日 - ）は、福島県出身・在住のシンガーソングライターである。

## 来歴

### 新葉なな時代
アルバム「St.Artist」「UTAUTAU」をリリースした後、事務所の移籍により改名をして活動した時期がある。「テネシーワルツ」のリリース直前に権利保有者の許諾が取れてないという事件もあった。

### 福島へ帰郷
東日本大震災の後に、色んな事があり普通の生活をするために福島へ帰郷することを模索していた。両親の手助けもあって、福島へ帰郷した。音楽から遠ざかる生活を送っていたが、とある人などの紹介でなすびのエベレスト登頂を応援する「リ・チャレンジ」を書き下ろした。当時の福島の状況やなすびのひたむきにエベレスト登頂を目指す姿と、福島の「復興」がシンクロして福島のメディア等に取り上げられた。新葉なな→Shimvaに戻し活動を再開した。
大震災のあと、さらに復興が進む福島で、テレビユー福島が色んな手助けを頂いた世界の方々へありがとうを伝える番組「ありがとうのキセキ」を制作するにあたり、挿入歌の制作を依頼され書き下ろした。穴井仁吉（ベース、元ザ・ロッカーズ）、池畑潤二（ドラムス、元ザ・ルースターズ）がレコーディングに参加した。
2016年12月に、S-PAL福島ネクストホールでのワンマンライブに400人を動員した。2017年3月26日に二本松市安達文化ホールにて初の自主企画ワンマンライブを開催。その会場で結婚を発表した。
初のフルアルバムが2017年6月28日に発売されるとしていたが、結局発売されないままに2018年1月14日に産休による活動休止を発表。そのまま3月30日に引退を発表した。

## 人物
Shimvaの名は、中学生の時にライオン・キングを見たのがきっかけで、あのライオンみたいに強くなりたいと思ったことに由来する。
幼少期よりドラマーだった父の影響を受け音楽を始めた。歌を歌い出した時から何故か上手く歌えた事がきっかけで、小さいときから自分はボーカリストになると思っていた。

## 作品
| 発売年 | 作品名         | 備考                                       |
| ------ | -------------- | ------------------------------------------ |
| 2009   | St.Artist      | ミニアルバム                               |
| 2011   | UTAUTAU。      | ミニアルバム                               |
| 2014   | リ・チャレンジ | なすびのエベレストチャレンジ応援歌         |
| 2015   | 果てなき路へ   | テレビユー福島「ありがとうのキセキ」挿入歌 |

### 参加作品
- 稲垣潤一「真夏の出来事」（2015年、アルバム「男と女5」収録曲）[2]

### 提供作品
- ザクザクおもてなし（二本松市観光協会）
- 笑顔の架け橋（ハシドラッグ）
- つなぐ〜未来〜（JAふくしま未来、歌のみ参加）